# Calamotropha euphrosyne
Calamotropha euphrosyne là một loài bướm đêm trong họ Crambidae.